# Courbe kappa

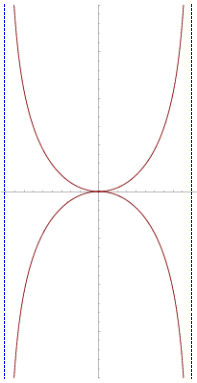
La courbe kappa a deux asymptotes verticales

En géométrie, la courbe kappa ou courbe de Gutschoven est une courbe algébrique de dimension deux qui ressemble à la lettre grecque ϰ (kappa). La courbe kappa a été étudiée pour la première fois par Gérard van Gutschoven vers 1662. Dans l'histoire des mathématiques, elle représente l'un des premiers exemples de l'application par Isaac Barrow de méthodes rudimentaires de calcul différentiel pour déterminer la tangente d'une courbe. Isaac Newton et Johann Bernoulli ont ensuite approfondi l'étude de cette courbe.
En utilisant un système de coordonnées cartésiennes, la courbe kappa a pour équation
{\displaystyle x^{2}\left(x^{2}+y^{2}\right)=a^{2}y^{2}}
ou, en utilisant une représentation paramétrique,
{\displaystyle {\begin{cases}x=a\sin t,\\y=a\sin t\tan t.\end{cases}}}
En coordonnées polaires, l'équation de la courbe kappa est encore plus simple :
{\displaystyle r=a\tan \theta .}
Elle a deux asymptotes verticales d'équations x = ±a, représentées par les lignes pointillées bleues dans la figure ci-contre.
La courbure de la courbe kappa est, en polaires :
{\displaystyle \kappa (\theta )={\frac {8\left(3-\sin ^{2}\theta \right)\sin ^{4}\theta }{a\left(\sin ^{2}(2\theta )+4\right)^{\frac {3}{2}}}}.}
L'angle tangentiel est :
{\displaystyle \phi (\theta )=-\arctan \left({\tfrac {1}{2}}\sin(2\theta )\right).}

## Détermination des tangentes à l'aide des infinitésimaux
Les tangentes à la courbe kappa peuvent également être déterminées de façon géométrique en utilisant les différentielles et les règles élémentaires de l'arithmétique infinitésimale. On considère x et y comme des variables, tandis que a est une constante. Par définition de la courbe kappa,
{\displaystyle x^{2}\left(x^{2}+y^{2}\right)-a^{2}y^{2}=0.}
Maintenant, une variation infinitésimale de la position doit changer la valeur du membre de gauche, donc
{\displaystyle \mathrm {d} \left(x^{2}\left(x^{2}+y^{2}\right)-a^{2}y^{2}\right)=0.}
Par linéarité de la différentielle et par la règle de Leibniz, on obtient successivement :
{\displaystyle {\begin{aligned}\mathrm {d} \left(x^{2}\left(x^{2}+y^{2}\right)\right)-\mathrm {d} \left(a^{2}y^{2}\right)&=0\;;\\[6px](2x\,\mathrm {d} x)\left(x^{2}+y^{2}\right)+x^{2}(2x\,\mathrm {d} x+2y\,\mathrm {d} y)-a^{2}2y\,\mathrm {d} y&=0\;;\\[6px]\left(4x^{3}+2xy^{2}\right)\mathrm {d} x+\left(2yx^{2}-2a^{2}y\right)\mathrm {d} y&=0\;;\\[6px]x\left(2x^{2}+y^{2}\right)\mathrm {d} x+y\left(x^{2}-a^{2}\right)\mathrm {d} y&=0\;;\\[6px]{\frac {x\left(2x^{2}+y^{2}\right)}{y\left(a^{2}-x^{2}\right)}}&={\frac {\mathrm {d} y}{\mathrm {d} x}}.\end{aligned}}}

## Détermination des tangentes par dérivation
De façon plus moderne, sur une portion de la courbe où l'on peut exprimer y comme fonction de x, ce qui donne lieu à une relation fonctionnelle y(x), on peut procéder à une différenciation implicite et calculer la pente d'une tangente à la courbe kappa en un point (x,y) de la façon suivante :
{\displaystyle {\begin{aligned}2x\left(x^{2}+y^{2}\right)+x^{2}\left(2x+2y{\frac {\mathrm {d} y}{\mathrm {d} x}}\right)&=2a^{2}y{\frac {\mathrm {d} y}{\mathrm {d} x}}\;;\\[6px]2x^{3}+2xy^{2}+2x^{3}&=2a^{2}y{\frac {\mathrm {d} y}{\mathrm {d} x}}-2x^{2}y{\frac {\mathrm {d} y}{\mathrm {d} x}}\;;\\[6px]4x^{3}+2xy^{2}&=\left(2a^{2}y-2x^{2}y\right){\frac {\mathrm {d} y}{\mathrm {d} x}}\;;\\[6px]{\frac {2x^{3}+xy^{2}}{a^{2}y-x^{2}y}}&={\frac {\mathrm {d} y}{\mathrm {d} x}}.\end{aligned}}}